# Stenus tacomae
Stenus tacomae är en skalbaggsart som beskrevs av Thomas Casey. Stenus tacomae ingår i släktet Stenus och familjen kortvingar. Inga underarter finns listade i Catalogue of Life.